# 하동 이명산 마애여래좌상
하동 이명산 마애여래좌상(河東 理明山 磨崖如來坐像)은 대한민국 경상남도 하동군 북천면 직전리에 있는 신라의 마애불이다.
1974년 12월 28일 경상남도의 유형문화재 제136호 이명산 마애석조여래좌상으로 지정되었다가, 2018년 12월 20일 현재의 명칭으로 변경되었다.

## 개요
경상남도 하동군 북천면 직전리에 있는 불상으로, 암벽을 다듬어 불상이 들어 앉을 공간을 만들고 그 안에 조각하였다.
머리 부분은 도드라지게 새겼고 목 이하는 간단하게 윤곽선만을 묘사했다. 얼굴은 둥근 편이고, 세세한 부분은 닳아 없어져 분명하지 않지만 가늘게 뜬 눈, 꾹 다문 입 등에서 근엄한 표정이 나타난다. 오른손은 들어 올리고 왼손은 팔을 구부려 무릎 위에 올려 놓았으며, 옷주름은 신체 전반에 걸쳐 얕은 선으로 새겼다.
만든 양식으로 보아 통일신라시대 작품으로 추정된다.

## 참고 문헌
- 하동 이명산 마애여래좌상 - 국가유산청 국가유산포털